# Lloro becgròs de corona blava
El lloro becgròs de corona blava  (Tanygnathus lucionensis) és una espècie d'ocell de la família dels psitàcids que habita zones boscoses i terres de conreu de les Filipines i algunes illes properes.